# Ostatnia zagadka

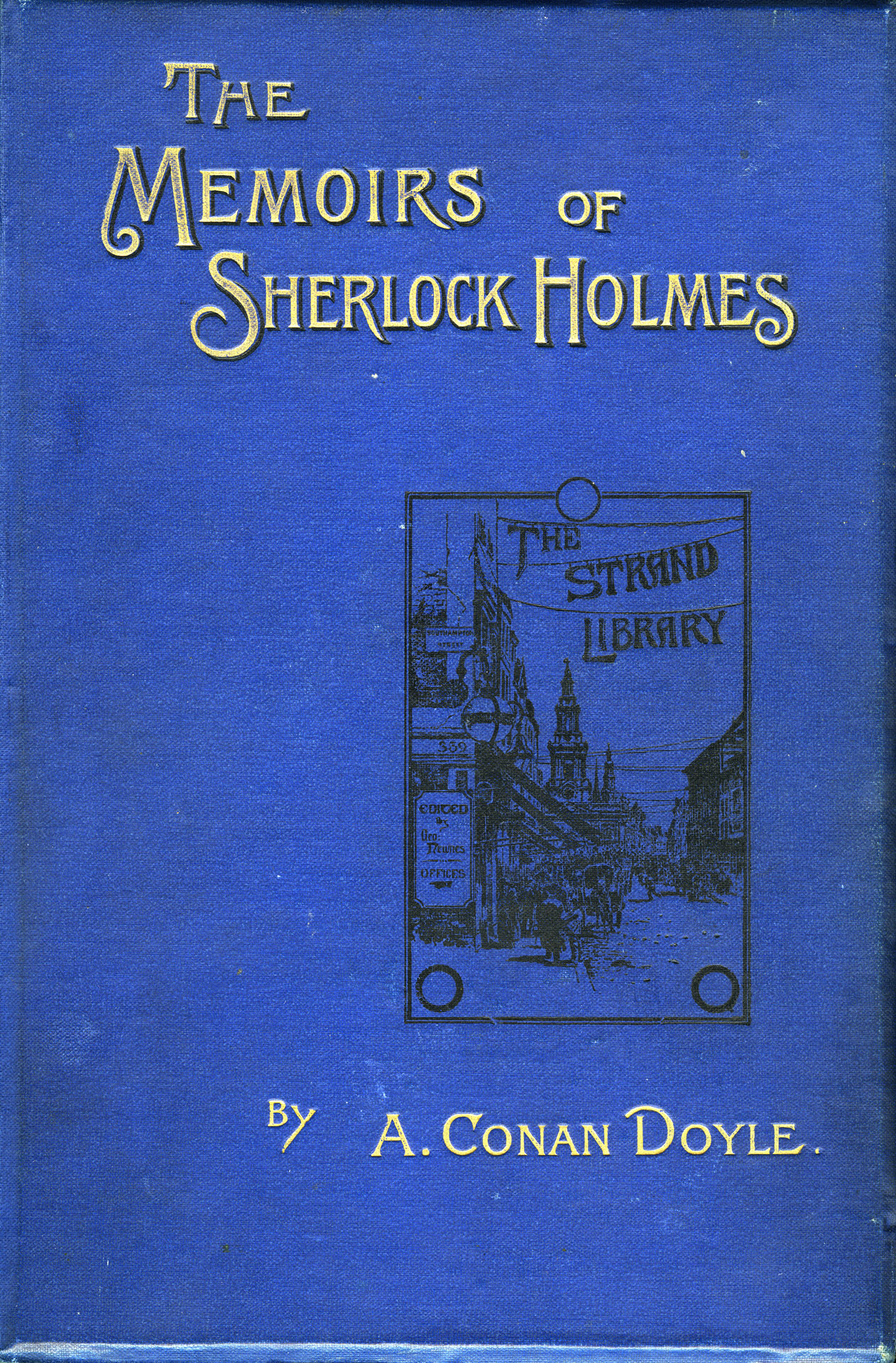
Zbiór opowiadań Wspomnienia Sherlocka Holmesa. „Ostatnia zagadka” jest jednym z nich

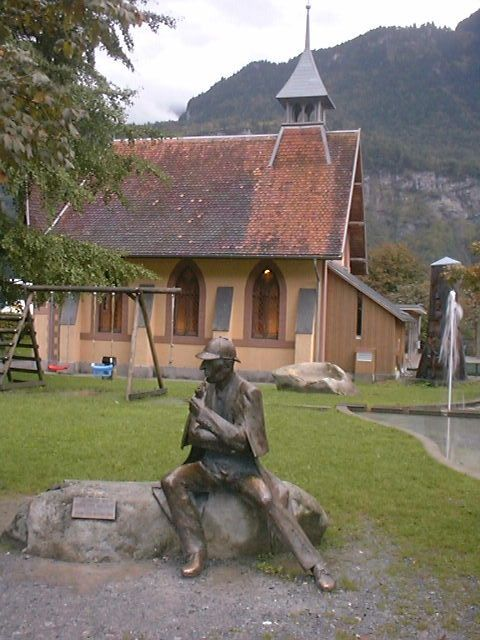
Pomnik Sherlocka Holmesa na zewnątrz English Church, Meiringen

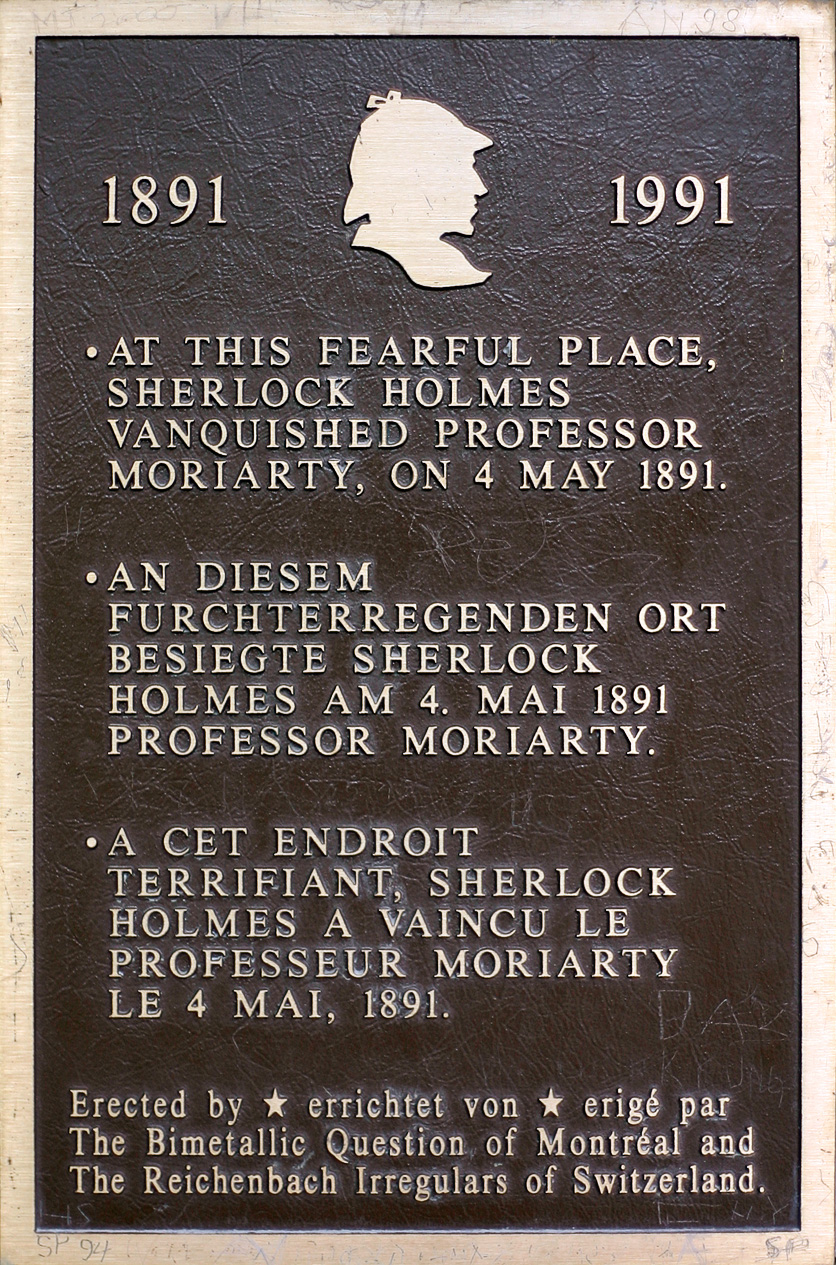
Tabliczka przy krawędzi

Ostatnia zagadka – opowiadanie Arthura Conana Doyle’a o detektywie Sherlocku Holmesie. Pierwszy raz opublikowane w czasopiśmie The Strand Magazine w grudniu 1893, później jako część zbioru Wspomnienia Sherlocka Holmesa. Ilustracje wykonał Sidney Paget. Conan Doyle umieścił je na czwartym miejscu najlepszych według niego opowiadań o Holmesie.
Inne tytuły polskich przekładów to: Ostatnia karta i Ostatnie zagadnienie.

## Fabuła
Historia dzieje się w 1891, gdzie to pojawia się największy wróg Holmesa, przestępczy geniusz, nazywany przez Holmesa Napoleonem zbrodni, profesor Moriarty.
Holmes przybywa pewnego wieczora do domu doktora Watsona w stanie wyraźnego poruszenia, mając otarte i krwawiące kostki u rąk. Tego dnia ledwo uniknął trzech zamachów na swoje życie po wizycie profesora Moriarty’ego, który to ostrzegł detektywa, by ten zrezygnował z prób dopadnięcia go i postawienia przed obliczem sprawiedliwości. Pierwszy raz, gdy Holmes wychodził zza zakrętu ulicy, prawie przejechała go dorożka i w porę zdążył odskoczyć. Za drugim razem, kiedy szedł ulicą, z dachu spadła cegła, ledwo mijając detektywa. Zawołał wtedy policję, by sprawdziła cały teren, lecz nie mógł udowodnić, że było to coś więcej, niż tylko przypadek. Za ostatnim razem, gdy szedł do domu Watsona, został zaatakowany przez zbirów uzbrojonych w pałki. Holmes zdołał pokonać przeciwników i dostarczył ich w ręce policji, ale przyznał, że właściwie nie było szansy na udowodnienie, iż byli to podwładni profesora.
Holmes śledzi Moriarty’ego i jego agentów od miesięcy i prawie ma szansę na złapanie ich wszystkich w sidła i posadzenie na ławie oskarżonych. Moriarty to geniusz kryjący się za bardzo dobrze zorganizowaną i ściśle tajną siłą przestępczą i pokonanie go Holmes uzna za ukoronowanie swojej kariery. Moriarty jest zdolny pokrzyżować mu plany, gdyż, jak Holmes przyznaje, jest mu równy intelektualnie.
Holmes pyta Watsona, czy pojedzie z nim na kontynent, dając mu dziwne instrukcje, aby zatrzeć jego ślady na dworzec Victoria. Holmes nie jest do końca pewny dokąd pojadą, co wydaje się raczej dziwne Watsonowi. Holmes, przekonany, że był śledzony w drodze do domu przyjaciela, oddala się, schodząc po ścianie w ogrodzie na tyłach domu. Następnego dnia Watson wypełnia dokładnie instrukcje Holmesa i oczekuje go w wagonie pierwszej klasy, ale spotyka tam tylko włoskiego księdza. Wkrótce okazuje się, że to tylko przebrany za księdza Sherlock.
Kiedy pociąg odjeżdża z dworca, Holmes wypatruje Moriarty’ego na peronie, który wyraźnie próbuje zatrzymać pociąg. Holmes jest zmuszony podjąć działania, jako że Moriarty najwyraźniej śledził Watsona, pomimo podjęcia nadzwyczajnych środków ostrożności. On i Watson wysiadają w Canterbury i zmieniają plan podróży. Gdy czekają na inny pociąg do Newhaven, specjalny pociąg z jednym wagonem przejeżdża przez Canterbury, co przypuszczał Holmes. Jechał nim Moriarty, który wynajął go, aby prześcignąć Holmesa. Razem z Watsonem chowają się za bagażami.
W drodze do Strasburga przez Brukselę, następnego poniedziałku Holmes otrzymuje wiadomość, iż większość z członków gangu Moriarty’ego została aresztowana w Anglii i poleca Watsonowi, aby natychmiast wracał, jako że on sam będzie od tej pory bardzo niebezpiecznym kompanem. Watson jednak decyduje się pozostać z przyjacielem. Sam Moriarty wyślizgnął się z sieci angielskiej policji i najwyraźniej jest wraz z nimi na kontynencie.Wraz z Moriarty'm policji ucieka pułkownik Sebastian Moran, który jest przyjacielem profesora.On i Moriarty cały czas śledzą Holmesa i Watsona.
Tymczasem Holmes i Watson docierają do Szwajcarii, gdzie zatrzymują się w Meiringen. Stamtąd decydują się iść na brzemienny w skutkach spacer w kierunku wodospadu Reichenbach. Oczywiście Moriarty i Moran idą ich śladem. Tam też pojawia się chłopak, który wręcza Watsonowi notatkę, w której mowa o chorej Angielce, która leży w hotelu i chciałaby zobaczyć angielskiego lekarza. Holmes od razu spostrzega, że to blef, lecz nic nie mówi. Watson idzie do pacjentki, zostawiając Holmesa samego.Okazuje się, że w tym czasie Moran pozostawił Moriartego i pozwolił mu iść na spotkanie z detektywem.On natomiast obserwował ich starcie z daleka.
Kiedy Watson dociera do Englisher Hof, okazuje się, że oberżysta nie ma pojęcia o żadnej chorej Angielce. Zdając sobie sprawę, że został oszukany, Watson pędem rusza z powrotem do wodospadu Reichenbach, ale nikogo tam nie spotyka. Widzi jednak ślady dwóch par butów schodzących w kierunku końca błotnistej ścieżki i żadnych śladów powrotnych. Znajduje tam także notkę od Holmesa, wyjaśniającą, iż ten wiedział, że Watsona okłamano i jest gotów do walki z Moriartym, który to łaskawie zgodził się dać mu czas na napisanie ostatniego listu. Watson widzi, że w stronę końca ścieżki są widoczne ślady walki. Staje się jasne, iż Holmes i Moriarty razem wpadli w otchłań wodospadu walcząc na śmierć i życie. Zrozpaczony Watson powraca do Anglii.

## Tematy i okoliczności powstania
"Ostatnia zagadka” miała być faktycznie ostatnią. Arthur Conan Doyle chciał zakończyć po tym opowiadaniu pisanie o sławnym detektywie; czuł, że opowiadania o Sherlocku Holmesie uniemożliwiają mu rozwój w kierunku poważniejszej literatury i „zabicie” Holmesa było jedynym wyjściem na powrót jego kariery na właściwie tory. „Muszę ocalić swój umysł dla ważniejszych spraw”, napisał w owym czasie swojej matce, „nawet jeśli muszę wraz z nim zakopać swój notatnik.”
Pisarz w odpowiedzi na liczne prośby i groźby czytelników, „wskrzesił” Holmesa pozwalając mu powrócić w blasku chwały. Wpierw napisał powieść Pies Baskerville’ów dziejącą się przed wydarzeniami w „Ostatniej zagadce”, następnie przywrócił detektywa do życia w opowiadaniu Pusty dom. Było zbyt wiele luk w relacjach naocznych świadków, by pozwolić Conan Doyle’owi wiarygodnie wskrzesić Holmesa; tylko kilku członków organizacji Moriarty’ego, którzy pozostali nieujęci, a także brat Sherlocka Mycroft Holmes (który na krótko pojawia się w tym opowiadaniu) wiedzieli, że detektyw wciąż żyje, przeżył walkę nad wodospadem Reichenbach, spychając Moriarty’ego na dno przepaści, chociaż sam prawie zginął z rąk członka gangu profesora.
Conan Doyle powrócił do postaci złowrogiego profesora w Dolinie Trwogi, której akcja przypada na 1888 r. co wygląda na sprzeczne z datą akcji Ostatniej zagadki. Tajemnica Wisteria Lodge dzieje się w 1892 r., w okresie pomiędzy Ostatnią zagadką a Pustym domem (1894).

## Adaptacje
Sztuka teatralna z 1899 „Sherlock Holmes” z Williamem Gillette'em jest oparta na kilku historiach, w tym na „Ostatniej zagadce”. W 1916 ukazały się filmy (z Gillette'em w roli Holmesa) i 1922 (z Johnem Barrymore'em) oba zatytułowane „Sherlock Holmes” i były oparte na owej sztuce, tak samo jak adaptacja radiowa z 1938 w The Mercury Theatre on the Air zatytułowana „The Immortal Sherlock Holmes” (Nieśmiertelny Sherlock Holmes) z Orsonem Wellesem jako Holmesem.
Pierwsza ekranizacja w 1923 r. Holmes - Eille Norwood, Watson - Hubert Willis.
W serialu z 1980 r., w którym Sherlocka Holmesa Wasilij Liwanow, w odcinku pt. Śmiertelne starcie akcja jest dalszym ciągiem odcinka Król szantażu, w tej wersji Moriarty i Milverton są wspólnikami.
W telewizyjnej serii z 1985 Przygody Sherlocka Holmesa z Jeremym Brettem w roli głównej historia zaczyna się od kradzieży Mona Lisy, zaplanowanej przez Moriarty’ego, by potem sprzedawać przygotowane wcześniej kopie. Holmes odkrywa oryginalne malowidło tuż przed tym, jak Moriarty dobije targu z panem „Morganem”. Interwencja Holmesa krzyżuje plany profesora, co też przekonuje go, iż detektywa należy wyeliminować. We wcześniejszym odcinku Związek rudowłosych pozostającym w ukryciu twórcą Związku jest Moriarty.
Film z 1931 „The Sleeping Cardinal” (w roli detektywa Artur Wontner) jest oparty częściowo na opowiadaniach „Pusty dom” i „Ostatnia zagadka”. Scena z „Ostatniej zagadki”, w której Moriarty spotyka się z Holmesem na Baker Street i próbuje powstrzymać dalsze śledztwa Holmesa jest użyta w filmach „Triumf Sherlocka Holmesa” (1935) i „Kobieta w zieleni” (1945). Inna wersja tej sceny jest użyta w trzecim odcinku serialu Sherlock z 2010 oraz w filmie Sherlock Holmes: Gra cieni.

## Pamiątki w Meiringen i wodospad
Mieszkańcy Meiringen są wciąż wdzięczni Doyle’owi i Holmesowi za zapewnienie wiecznej sławy ich wodospadom i znacznemu przyczynieniu się promocji miasta.
Muzeum dedykowane Holmesowi mieści się w piwnicy English Church, lokalizacji nazywanej Miejscem Conana Doyle’a (Conan Doyle Place).
Na stacji kolejowej w pobliżu wodospadów znajduje się tablica pamiątkowa ku pamięci „najsłynniejszego detektywa na świecie”.
Rzeczywista krawędź, z której Moriarty przypuszczalnie spadł jest po drugiej stronie wodospadu. Jest dostępna poprzez wspinanie się ścieżką w górę wodospadu, przejście przez most i zejście wzdłuż wijącego się w dół góry szlaku. Krawędź jest oznaczona dużym krzyżem oraz tabliczką z napisami w języku angielskim, niemieckim i francuskim. Angielska inskrypcja mówi „W tym przerażającym miejscu Sherlock Holmes zwyciężył profesora Moriarty’ego 4 maja 1891”.